# Aborym
Aborym est un groupe de black metal industriel italien qui réfère son style comme étant du « hard / black alien industrial metal. » Le nom du groupe dérive de Haborym Sadek Aym.

## Biographie

### Débuts (1993-1999)
Aborym est initialement formé en 1991 ou 1992 par le bassiste et claviériste Malfeitor Fabban qui jouait autrefois pour le groupe Funeral Oration et du clavier pour M.E.M.O.R.Y. Lab. D'abord formé comme trio, le groupe reprend des chansons de Sodom, Celtic Frost, Mayhem, Sepultura, Sarcófago, Morbid, Rotting Christ et Darkthrone. Avec Alex Noia (guitare) et Mental Siege (batterie), Fabban enregistre la première démo d'Aborym, Worshipping Damned Souls, en 1993. le groupe se sépare brièvement et se reforme à l'initiative de Fabban à Rome en 1997. Avec les nouveaux membres Yorga SM et Sethlans, une seconde démo (Antichristian Nuclear Sabbath) est enregistrée la même année. Le groupe signe au label italien Scarlet Records pour deux albums.
Leur premier album studio, Kali Yuga Bizarre, est publié en mars 1999. L'album fait participer Attila Csihar, bien connu dans la scène black metal pour ses collaborations avec Mayhem, Tormentor et Plasma Pool. Pendant les enregistrements, le groupe recrute un second guitariste, Nysrok Infernalien Sathanas, du groupe Satanikk Terrorists. Csihar se joint à plein temps dans le groupe après les enregistrements, remplaçant Yorga SM. L'album est bien accueilli par la presse spécialisée.

### Nouveaux albums (depuis 1999)
En 2001, Aborym publie un deuxième album, Fire Walk with Us, avec Csihar au chant et le groupe qui reprend la chanson Det som en gang var de Burzum. Terrorizer lui attribue la note maximum de 10 sur 10, commentant : « les black-heads vont détester, d'autres seront curieusement contrariés, et d'autres sans peur apprécieront. » L'album atteint aussi la 39e place du classement des albums de l'année 2002 sur Terrorizer.
2003 assiste à la publication du troisième album With No Human Intervention sur Code666 en Europe et sur Mercenary Musik/WEA/Arista aux États-Unis. L'album continue avec l'expérimentation de l'electronica, tirée du drum and bass, jungle, techno, musique classique, EBM et de l'industriel.
En 2005, Csihar quitte Aborym pour retourner avec Mayhem et est remplacé par Preben « Prime Evil » Mulvik de Mysticum et Amok. Faust se joint au groupe à la batterie et devient membre permanent et le guitariste Set Teitan quitte le groupe pour se joindre à Dissection. Aborym signe avec un plus grand label, Season of Mist pour la publication de leur quatrième album, Generator.

## Discographie
- 1998 : Antichristian Nuclear Sabbath (promo)
- 1999 : Kali Yuga Bizarre
- 2001 : Fire Walk With Us
- 2003 : With no Human |Intervention
- 2006 : Generator
- 2010 : Psychogrotesque
- 2013 : Dirty
- 2017 : Shifting.Negative
- 2021 : Hostile

## Membres

### Membres actuels
- Bård Faust - batterie (ex-membre de Blood Tsunami, Impostor, SCUM ; ancien membre de Thorns et Emperor, parolier avec Zyklon et invité dans Hesperus Dimension)
- Nysrok Infernalien - Guitare, synthétiseur, clavier (ex-membre de Bloodline and Satanik Terrorists)
- Malfeitor Fabban - guitare basse, synthétiseur, clavier (ex-membre de Funeral Oration et Void of Silence)
- Prime Evil - chant (ex-membre de Amok et Mysticum)

### Anciens membres
- Alex N.
- Attila Csihar - chant (a quitté le groupe pour rejoindre Mayhem)
- D. Belvedere
- Sethlans Teitan - guitare, Sampling. A quitté le groupe pour rejoindre Dissection)
- Yorga S.M. : chant (a disparu mystérieusement au milieu des sessions d'enregistrement de Kali Yuga Bizarre)